# 佩肖伯斯敦 (密歇根州)
佩肖伯斯敦（英語：Peshawbestown）是位於美國密歇根州利勒諾縣薩頓斯灣鎮區的一個非建制地區。

## 地理
佩肖伯斯敦所處的海拔為高於海平面186米（即610英呎），而該地所採用的時區為UTC-5，即北美东部時區（EST）。同時該地設有夏令時間，為UTC-5調快一小時，即UTC-4（EDT）。